# ياب روبن
ياب روبن (Jaap Robben) (مواليد 22 يونيو 1984)، هو كاتب روائي وكاتب مسرحي هولندي. منذ عام 2004، نشر روبن العديد من كتبه، وقد حاز بعضها على جوائز.

## من مؤلفاته المترجمة للغة العربية
- رواية: «نصف أخ نصف ديناصور».

## روابط خارجية
- الموقع الرسمي